# Geronimo
Geronimo (tiếng Chiricahua: Goyaałé; thường được viết Goyathlay hay Goyahkla trong tiếng Anh) (16 tháng 6 năm 1829 – 17 tháng 2 năm 1909) là một người lãnh đạo thổ dân Mỹ và thầy lang của dân tộc Apache Chiricahua đã lãnh đạo người dân chống lại México và Hoa Kỳ và sự mở rộng lãnh thổ của họ vào đất của bộ lạc Apache trong nhiều thập kỷ trong các cuộc chiến Apache.
Người bộ tộc Apache lãnh đạo cuộc khởi nghĩa của dân da đỏ ở Arizona chống lại người da trắng và quân đội Hoa Kỳ để đòi quyền tự trị. Sau mười năm chiến đấu (1876-1886), ông đầu hàng khi đạt được một số thỏa thuận về quyền lợi với chính phủ Hoa Kỳ, nhưng sau đó chính phủ đã bội ước, ông bị bắt và bị giam lỏng ở Oklahoma (trong khu trại tập trung dành cho người da đỏ) sống như một nông dân trồng ngô đến cuối đời. Lịch sử Mỹ sau này ghi nhận ông như một tấm gương sáng của chủ nghĩa anh hùng nước Mỹ. Lính Mỹ trong thế chiến thứ hai (đặc biệt là lính nhảy dù) thường hô vang tên ông làm khẩu hiệu xung phong trên trận mạc.